# Ernesto Pinto Bazurco Rittler
Ernesto Pinto Bazurco Rittler (1946) es un abogado y diplomático peruano. Hijo del médico peruano Ernesto Pinto-Bazurco y de su esposa alemana Hildegard Rittler. En Perú estudió Letras, Humanidades, Derecho, Ciencias Políticas. así como Diplomacia y Relaciones Internacionales. Acabó una maestría de derecho en Alemania y terminó sus estudios de doctorado en Suiza.
En el Ministerio de Relaciones Exteriores del Perú ejerció el cargo de Director de la Dirección de Cooperación Internacional, además trabajó como Director de la Dirección General de Promoción Económica. Fue Director General de la Dirección General de Europa. Ernesto Pinto-Bazurco Rittler participó en numerosas conferencias internacionales como delegado y representante de Perú. 
Como diplomático representó a Perú en Alemania, China, Suiza, Rumanía y Cuba. Fue allí donde, el 4 de abril de 1980, concedió protección diplomática a más de diez mil cubanos en la Embajada de Perú en La Habana, quienes lograron emigrar del país tiempo después. Los acontecimientos de ese día y las negociaciones entre Perú y Cuba que se llevaron a cabo entre las noches del 4 al 5 de abril condujeron al llamado Éxodo del Mariel, que posibilitó la emigración de unos 125.000 ciudadanos cubanos.
Por su compromiso con la protección de los derechos humanos recibió el Premio Palmer, como reconocimiento internacional, y ha sido nominado para el Premio Nobel de la Paz 2016.

## Títulos
- Abogado.
- Diplomático de Carrera.
- Máster en Derecho (Alemania).
- Licenciado en Relaciones Internacionales, Academia Diplomática del Perú.
- Doctor Honoris Causa, Universidad Ricardo Palma, Lima, Perú.
- Profesor Honoris Causa, Universidad Garcilaso de la Vega, Lima.
- Doctor Honoris Causa, Universidad Ovidiu Constanza, Rumanía.
- Abogado, Universidad Nacional de Trujillo, 1973.
- Doctor Honoris Causa, Universidad Ovidiu Constanza.

## Cargos diplomáticos en el extranjero.
- Representación Permanente del Perú ante la ONU.
- Primer Secretario y Encargado de Negocios en la Embajada del Perú en La Habana, Cuba.
- Cónsul General del Perú en Frankfurt, Alemania.
- Ministro Consejero y Encargado de Negocios de la Embajada del Perú en la República Popular China.
- Cónsul General del Perú en Zúrich, Confederación Suiza.
- Embajador designado ante Rumanía, Serbia, Montenegro, Moldavia, Macedonia, Croacia, Bosnia y Herzegovina.
- Embajador en la Misión del Perú ante los Organismos Internacionales en Ginebra, Suiza.

## Pertenencias
- Sociedad Peruana de Derecho Internacional.
- Instituto Peruano de Derecho Comparado.
- Sociedad Peruana de Defensores de la Patria.

## Premios Internacionales
- 1999: Premio del Instituto Económico Europeo en mérito al “Diccionario de Relaciones Internacionales“.
- 2011: Premio Palmer en mérito al compromiso a favor de la defensa de los Derechos Humanos.
- 2016: Nominación para el Premio Nobel de la Paz.

## Condecoraciones
- Distinciones del reino de Bélgica, y de los gobiernos de Guatemala y Argentina.
- Condecoración de la Cruz Federal al mérito de Primera Clase de la República Federal Alemana.

## Obra
- Derecho Internacional, Política Exterior y Diplomacia, con un prólogo de Javier Pérez de Cuéllar.
- Diccionario de Relaciones Internacionales. Universidad de Lima.
- Diccionario de Relaciones Internacionales. Academia Diplomática.
- Diplomacia y Opinión Pública. Universidad de San Martín.
- Relaciones Internacionales Modernas. Universidad de Clausemburg.
- Encuentro en el Paraíso. Humanistas, novela.
- Isabel de Los Mares - la primera embajadora de América, novela.

## Periodismo
- Columnista para el diario El Comercio, Lima, Perú.
- Numerosos artículos y comentarios para diferentes medios peruanos experimentados.